# Salles-Mongiscard
Salles-Mongiscard település Franciaországban, Pyrénées-Atlantiques megyében. Lakosainak száma 312 fő (2022. január 1.). Salles-Mongiscard Baigts-de-Béarn, Bérenx, L’Hôpital-d’Orion, Lanneplaà, Orthez és Salies-de-Béarn községekkel határos.

## Népesség
A település népessége az elmúlt években az alábbi módon változott:
| Lakosok száma | 306  | 308  | 322  | 308  | 303  | 297  | 302  | 307  | 312  |
|               | 2013 | 2015 | 2016 | 2017 | 2018 | 2019 | 2020 | 2021 | 2022 |